# 大間站
大間站（日语：／ Ōma eki */?）是一位於日本高知縣須崎市大間東町、隸屬於四國旅客鐵道（JR四國）的鐵路車站。車站編號為K18。
國鐵時代部份普通列車會不停本站，現時所有普通列車均會停靠。

## 車站構造
本站自開業起一直都是無人站，亦沒有站舍，是典型的一個簡易車站。出入口設在向須崎方向，為無障礙斜道，售票機設於有蓋候車亭旁邊。
本站只設有側式月台1個，列車不能在此交換。下行列車為右側開門，上行列車為左側開門。月台長度比一般設置站舍的車站為短，有限長度只為3卡列車，月台闊度亦較窄。

### 月台配置
| 路線    | 方向     | 目的地             |
| ------- | -------- | ------------------ |
| ■土讚線 | （下行） | 須崎、窪川方向     |
| ■土讚線 | （上行） | 高知、土佐山田方向 |

## 歷史
- 1960年10月1日：開業。
- 1987年4月1日：日本國鐵分割民營化，車站的營運由JR四國及JR貨物繼承。

## 相鄰車站
四國旅客鐵道（JR四國）
■土讚線
多之鄉（K17）－大間（K18）－須崎（K19）